# Палтусы (род)
Палтусы (лат. Hippoglossus) — род лучепёрых рыб из семейства камбаловых (Pleuronectidae). Донные хищные рыбы, обитающие в умеренных водах Тихого и Атлантического океана. Встречаются на глубине до 2000 м. Удлинённое тело палтусов покрыто некрупной округлой чешуей, каждая чешуя окружена кольцом мелких дополнительных чешуек. Глаза расположены на правой стороне тела. Грудной плавник на глазной стороне тела больше плавника на слепой стороне. Крупные и острые зубы направлены назад. Хвостовой плавник с двумя небольшими выемками. Боковая линия над грудным плавником образует дугу. Достигают длины 470 см и массы 363 кг. Размножаются икрометанием. Плодовитость до 4 млн икринок. Рацион состоит из рыб, ракообразных и головоногих. Ценный промысловый объект. Название рода и одного из видов происходит от слов др.-греч. ίππος — «лошадь» и др.-греч. γλώσσος — «язык» и связано с формой тела этих рыб.

## Классификация
К роду относят 2 вида:
- Hippoglossus hippoglossus (Linnaeus, 1758) — Атлантический белокорый палтус, или атлантический палтус
- Hippoglossus stenolepis Schmidt, 1904 — Тихоокеанский белокорый палтус